# 7/8 - Sette ottavi
7/8 - Sette ottavi è un film drammatico del 2007, diretto da Stefano Landini.

## Trama
Un film che racconta la censura, l'ostracismo e la diffidenza che circondavano i musicisti e gli attori del mondo del jazz in Italia durante l'epoca fascista. I musicisti sono oggetto di un inspiegabile desiderio di discriminazione e sete di vendetta divenendo un capro espiatorio tanto irrazionale quanto assurdo: alla fine vengono condannati a causa di un clamoroso errore giudiziario, che evidenza un atteggiamento repressivo tipico dell'epoca. 7/8 è il primo film italiano girato completamente con una camera digitale 2K Thompson Viper.